# Eredivisie (mannenhandbal) 2005/06
De AfAB Eredivisie is de hoogste afdeling van het Nederlandse handbal bij de heren op landelijk niveau. In het seizoen 2005/2006 werd KRAS/Volendam kampioen van Nederland. UDSV degradeerde naar de Eerste divisie.

## Opzet
Eerst speelden de twaalf ploegen een reguliere competitie, de nummers een tot en met acht van deze reguliere competitie speelden in de kampioenspoule. In de eerste ronde van de kampioenspoule speelden de ploegen in twee verdeelde poules een hele competitie. De nummers een en twee van de twee poules speelden in kruisfinales voor een plek in de Best of Three-serie. De winnaar van deze serie is de landskampioen van Nederland. De nummers negen tot en met twaalf van de reguliere competitie speelden in de degradatiepoule. De laagst geklasseerde ploeg in de degradatiepoule degradeerde rechtstreeks naar de eerste divisie. De een na laatste speelde een wedstrijd tegen de winnaar van het periodekampioenschap van de eerste divisie, om één plaats in de eredivisie.

## Teams
| Club                  | Plaats     | Provincie     | Trainers                                           | Hal               |
| --------------------- | ---------- | ------------- | -------------------------------------------------- | ----------------- |
| FIQAS/Aalsmeer        | Aalsmeer   | Noord-Holland | Willem Geleijn                                     | De Bloemhof       |
| BouwCoach/Bevo HC     | Panningen  | Limburg       | Robert Nijdam                                      | BouwCoach hallen  |
| Party Seven/BFC       | Beek       | Limburg       | Lou Reubsaet                                       | De Haamen         |
| Rabobank/E&O          | Emmen      | Drenthe       | Paul van Gestel                                    | Harwig Arena      |
| Hellas                | Den Haag   | Zuid-Holland  | Björn Budding Nico Stet ontslagen in december 2005 | Hellashal         |
| Venus/Nieuwegein      | Nieuwegein | Utrecht       | Oleg Boiko Joop Savakis ontslagen in december 2005 | Galecop           |
| Van der Voort/Quintus | Kwintsheul | Zuid-Holland  | René Zwinkels                                      | Van der Voorthal  |
| Zuidlease/Sittardia   | Sittard    | Limburg       | Jörg Bohrmann                                      | Stadssporthal     |
| RED-RAG/Tachos        | Waalwijk   | Noord-Brabant | Piotr Konitz                                       | Taxandriahal      |
| UDSV                  | Utrecht    | Utrecht       | Hans van Dijk                                      | Europahal Vleuten |
| Flexpoint/V&L         | Geleen     | Limburg       | Goran Vukcevic                                     | Glanerbrook       |
| KRAS/Volendam         | Volendam   | Noord-Holland | Peter Portengen                                    | De Seinpaal       |

## Reguliere competitie
| Pos | Club                  | Wed | W  | G | V  | Ptn | DV  | DT  | +/−  | Opmerking                           |
| --- | --------------------- | --- | -- | - | -- | --- | --- | --- | ---- | ----------------------------------- |
| 1   | KRAS/Volendam         | 22  | 22 | 0 | 0  | 44  | 809 | 571 | +238 | Gekwalificeerd voor kampioenspoule  |
| 2   | RED-RAG/Tachos        | 22  | 17 | 0 | 5  | 34  | 680 | 561 | +119 | Gekwalificeerd voor kampioenspoule  |
| 3   | Zuidlease/Sittardia   | 22  | 16 | 0 | 6  | 32  | 679 | 574 | +105 | Gekwalificeerd voor kampioenspoule  |
| 4   | Rabobank/E&O          | 22  | 15 | 0 | 7  | 30  | 654 | 569 | +85  | Gekwalificeerd voor kampioenspoule  |
| 5   | BouwCoach/Bevo HC     | 22  | 12 | 2 | 8  | 26  | 647 | 579 | +68  | Gekwalificeerd voor kampioenspoule  |
| 6   | FIQAS/Aalsmeer        | 22  | 13 | 0 | 9  | 26  | 605 | 594 | +11  | Gekwalificeerd voor kampioenspoule  |
| 7   | Hellas                | 22  | 9  | 0 | 13 | 18  | 676 | 628 | +48  | Gekwalificeerd voor kampioenspoule  |
| 8   | Party Seven/BFC       | 22  | 8  | 0 | 14 | 16  | 554 | 603 | −49  | Gekwalificeerd voor kampioenspoule  |
| 9   | Flexpoint/V&L         | 22  | 7  | 2 | 13 | 16  | 546 | 615 | −69  | Gekwalificeerd voor degradatiepoule |
| 10  | Van der Voort/Quintus | 22  | 4  | 0 | 18 | 8   | 562 | 697 | −135 | Gekwalificeerd voor degradatiepoule |
| 11  | Venus/Nieuwegein      | 22  | 3  | 2 | 17 | 8   | 498 | 673 | −175 | Gekwalificeerd voor degradatiepoule |
| 12  | UDSV                  | 22  | 3  | 0 | 19 | 6   | 524 | 770 | −246 | Gekwalificeerd voor degradatiepoule |

## Nacompetitie

### Degradatiepoule
| Pos | Club                  | Wed | W | G | V | Ptn | DV  | DT  | +/− | BP | Opmerking                                                     |
| --- | --------------------- | --- | - | - | - | --- | --- | --- | --- | -- | ------------------------------------------------------------- |
| 1   | Venus/Nieuwegein      | 6   | 5 | 0 | 1 | 12  | 189 | 147 | +42 | 2  |                                                               |
| 2   | Flexpoint/V&L         | 6   | 4 | 0 | 2 | 12  | 168 | 171 | −3  | 4  |                                                               |
| 3   | Van der Voort/Quintus | 6   | 3 | 0 | 3 | 9   | 159 | 154 | +5  | 3  | Best of two tegen winnaar periodekampioenschap eerste divisie |
| 4   | UDSV                  | 6   | 0 | 0 | 6 | 1   | 158 | 169 | −11 | 1  | Directe degradatie naar eerste divisie                        |

### Kampioenspoule

#### 1e ronde

##### Kampioensgroep A
| Pos | Club              | Wed | W | G | V | Ptn | DV  | DT  | +/− | BP | Opmerking                        |
| --- | ----------------- | --- | - | - | - | --- | --- | --- | --- | -- | -------------------------------- |
| 1   | KRAS/Volendam     | 6   | 5 | 0 | 1 | 14  | 179 | 150 | +29 | 4  | Geplaatst voor 2e ronde Play-Off |
| 2   | Rabobank/E&O      | 6   | 4 | 0 | 2 | 11  | 171 | 148 | +23 | 3  | Geplaatst voor 2e ronde Play-Off |
| 3   | BouwCoach/Bevo HC | 6   | 2 | 0 | 4 | 6   | 169 | 181 | −12 | 2  |                                  |
| 4   | Party Seven/BFC   | 6   | 1 | 0 | 5 | 3   | 154 | 194 | −40 | 1  |                                  |

##### Kampioensgroep B
| Pos | Club                | Wed | W | G | V | Ptn | DV  | DT  | +/− | BP | Opmerking                        |
| --- | ------------------- | --- | - | - | - | --- | --- | --- | --- | -- | -------------------------------- |
| 1   | RED-RAG/Tachos      | 6   | 4 | 0 | 2 | 12  | 171 | 165 | +6  | 4  | Geplaatst voor 2e ronde Play-Off |
| 2   | FIQAS/Aalsmeer      | 6   | 4 | 0 | 2 | 10  | 156 | 148 | +8  | 2  | Geplaatst voor 2e ronde Play-Off |
| 3   | Hellas              | 6   | 2 | 1 | 3 | 6   | 169 | 172 | −3  | 1  |                                  |
| 4   | Zuidlease/Sittardia | 6   | 1 | 1 | 4 | 6   | 158 | 169 | −11 | 3  |                                  |

#### 2e ronde
| 3 mei 2006 | KRAS/Volendam | 31 − 24 | FIQAS/Aalsmeer |

| 10 mei 2006 | RED-RAG/Tachos | 25 − 30 | Rabobank/E&O |

## Best of Three
| 7 mei 2006 | KRAS/Volendam | 30 − 28 | Rabobank/E&O | De Seinpaal, Volendam |
| 7 mei 2006 |               |         |              | De Seinpaal, Volendam |
| 7 mei 2006 |               |         |              | De Seinpaal, Volendam |

|  | Rabobank/E&O | 20 − 24 | KRAS/Volendam | Harwig Arena, Emmen |
|  |              |         |               | Harwig Arena, Emmen |
|  |              |         |               | Harwig Arena, Emmen |

| 28 mei 2006 | KRAS/Volendam | v | Rabobank/E&O | De Seinpaal, Volendam |
| 28 mei 2006 |               |   |              | De Seinpaal, Volendam |
| 28 mei 2006 |               |   |              | De Seinpaal, Volendam |

## Topscoorders
Eindstand per 13 april 2006.
| Pos | Naam             | Gls | Club                |
| --- | ---------------- | --- | ------------------- |
| 1   | Bartosz Konitz   | 169 | RED-RAG/Tachos      |
| 2   | Mark Roest       | 155 | FIQAS/Aalsmeer      |
| 3   | David den Hartog | 137 | UDSV                |
| 4   | Eelco Overkleeft | 136 | Hellas              |
| 5   | Zef Hamers       | 134 | Zuidlease/Sittardia |
| 6   | Marco Beers      | 132 | KRAS/Volendam       |
| 7   | Dennis Marquardt | 126 | Zuidlease/Sittardia |
| 8   | Ron Klemann      | 123 | BouwCoach/Bevo HC   |
| 9   | Niek Bezoen      | 118 | Rabobank/E&O        |
| 10  | Joris Witjens    | 115 | Hellas              |